# 竜は黄昏の夢をみる
『竜は黄昏の夢をみる』（りゅうはたそがれのゆめをみる）は、姫川明月による日本の漫画作品。『月刊コミックジーン』（メディアファクトリー）にて2011年7月号から2012年6月号まで連載された。単行本は全2巻。

## あらすじ
原型人の少年・平澤綺夜は、沖縄地方の阿貝島で平澤博士とその娘・小夜美と共に、平穏な生活を送っていた。ところがある日、キヤは傭兵組織『イルミナティブ』によって拉致され、家族と生き別れてしまう。そこで、キヤは『イルミネ』のメンバー・TJとタッグを組まされ、獣奴狩りをすることになる。

## 登場人物
平澤 綺夜（ひらさわ きや）
本作の主人公。半人半竜の原型人（アーキタイプ）の少年。外見年齢：13～14歳。綺麗な水がないと生きられず、一晩眠ると心身共に成長する体質。純粋で素直な性格。阿貝島で平澤親子と平穏に暮らしていたが、突如『イルミネ』に拉致され、TJとタッグを組まされる。人間と竜に変身する能力を持つ。
TJ（ティージェイ）
ロシア出身。年齢：20代後半。『イルミネ』で凄腕の罠猟師（トラッパー）。その腕前は、組織の中で最も高い。任務を遂行する際に、事故で当時のパートナーと自身の左足を失い、現在は義足を使用している。綺夜と組まないと解雇すると言い渡された為、仕方なくタッグを組むことになる。冷淡だが、根は優しい。「TJ」はコードネームで、本名は不明。
平澤教授（ひらさわきょうじゅ）
キヤと小夜美の父親。細胞学を専門とする科学者。かつて、ある研究の為に『イルミネ』に所属していたが、5年前、研究所から原始細胞を持って逃亡。その後、阿貝島で綺夜、小夜実と3人で平穏な暮らしをしていたが、『イルミネ』に突如襲われ、現在消息不明。綺夜のことは一応優しくしていたが、小夜美によると、実際は原始細胞の研究材料でしかなかった模様。
平澤 小夜美（ひらさわ こよみ）
綺夜の義姉で、平澤教授の娘。明るく優しい性格。綺夜にとって、最愛の存在だった。綺夜が普通の人間として暮らせることを願っており、彼を研究材料とする父親とは不仲だった。『イルミネ』に襲われた後、消息不明となる。

## 用語
イルミネ
TJ達が所属する傭兵組織。獣奴の暗殺を専門とする。2人1組での行動を原則とする。
獣奴（デイカベイ）
かつて人類との生存競争に敗れた種族。しかし、絶滅した訳ではなく、人間に擬態する能力を使って、人間社会に紛れ込んでいる。人間に強い憎悪を抱いている。

## 書誌情報
- 姫川明月『竜は黄昏の夢をみる』メディアファクトリー〈MFコミックス ジーンシリーズ〉、全2巻
  1. 2011年12月27日発売[1]、ISBN 978-4-8401-4093-5
  2. 2012年6月27日発売[2]、ISBN 978-4-8401-44902